# Ерих-Хайнрих Кльоснер
Ерих-Хайнрих Кльоснер (на немски: Erich-Heinrich Clößner) е германски офицер, който служи по време на Първата и Втората световна война.

## Живот и кариера
Ерих-Хайнрих Кльоснер е роден на 17 септември 1888 г. в Гисен, Германска империя. Присъединява се към армията и през 1907 г. е със звание лейтенант. Участва в Първата световна война, където служи в пехотата и като щабен офицер на различни подразделения. През 1916 г. е произведен в звание хауптман. В началото на Втората световна война командва 25-а пехотна дивизия. На 25 януари 1942 г. поема командването на 56-и армейски корпус. В периода 11 април - 6 август 1943 г. поема командването на 2-ра танкова армия. На 15 октомври същата година заема поста командир на 9-и армейски корпус, а след това заема пост в ОКХ. Пленен е на 8 май 1945 г. Освободен е през 1947 г. Умира на 28 март 1976 г. в Констанц, Германия.

## Дати на произвеждане в звание
- Оберст – 1 юни 1934 г.
- Генерал-майор – 1 октомври 1937 г.
- Генерал-лейтенант – 1 октомври 1939 г.
- Генерал от пехотата – 1 януари 1942 г.

## Награди
- Рицарски кръст – 29 септември 1940 г.
- Германски кръст, златен – 15 юли 1942 г.